# Сегаль Олександр Наумович
Олександр Наумович Сегаль (*19 квітня 1919, Київ — † 21 березня 2010) — радянський український балетмейстер, з 1980 року— головний балетмейстер Київського театру оперети. Заслужений артист Української РСР (1957). Народний артист Української РСР (1985).

## Життєпис
В 1936 році закінчив хореографічний технікум. Після технікуму працював солістом балету в Київському театрі опери та балету.
З 1939 року — актор в двох кінострічках кіностудії ім. О.Довженка.
Учасник Другої Світової війни, нагороджений орденом Вітчизняної війни II ступеня та медалями. Під час війни разом з ансамблем перебував на Північно-Західному, Білоруському, Сталінградському, Донецькому і Центральному фронтах.
В 1945 повернувся в Київську оперу, а згодом працював у Державному ансамблі танцю України ім. Павла Вірського на посаді головного балетмейстера (1960—1980 рр).
з 1980 г. — головний балетмейстер Київського національного академічного театру оперети.
Поставив понад п'ятдесят балетних вистав. 

## Фільмографія
- 1939 — Щорс — Богунець
- 1959 — Лілея — Перко

Балетмейстер:
- 1976 — «Від і до»

## Нагороди
- Заслужений артист Української РСР (1957)
- Народний артист Української РСР (1985)
- Орден Вітчизняної війни 2 ступеня
- Орден За заслуги III ступеня
- Орден За мужність III ступеня
- Медаль Захиснику Вітчизни
- Медаль «За трудову відзнаку»
- Медаль «За оборону Сталінграда»
- Медаль «За оборону Києва»
- Медаль «За визволення Варшави»
- Медаль «За визволення Праги»
- Медаль «За взяття Кенігсберга»
- Медаль «За взяття Берліна»
- Медаль «Ветеран праці»
- Медаль «За доблесну працю. В ознаменування 100-річчя з дня народження Володимира Ілліча Леніна»
- Медаль «За бойові заслуги»
- Медаль «За перемогу над Німеччиною»
- Медаль «20 років перемоги у ВВВ»
- Медаль «30 років перемоги у ВВВ»
- Медаль «40 років перемоги у ВВВ»
- Медаль «В_пам'ять_1500-річчя_Києва»
- Медаль «50 років Перемоги у Великій Вітчизняній війні 1941—1945 рр.»
- Медаль «60 років Перемоги у Великій Вітчизняній війні 1941—1945 рр.»
- Медаль «65 років Перемоги у Великій Вітчизняній війні 1941—1945 рр.»
- Почесна грамота Верховної Ради України

## Виноски
- Український видавничий портал[недоступне посилання з липня 2019]
- Дзеркало тижня